# اوماسلان سفلی
اوماسلان سفلی نام روستایی در دهستان اجارود شرقی، بخش موران، شهرستان گرمی، استان اردبیل است که طبق سرشماری نفوس و مسکن مرکز آمار ایران ۹۲ نفر جمعیت دارد.